# Commission Hallstein
Cet article court présente un sujet plus développé dans : Commission Hallstein I et Commission Hallstein II.
Commission Hallstein est le nom donné aux administrations du premier président  de la Commission européenne, Walter Hallstein (de 1958 à 1967). Elle fut suivie par la commission Rey.
Elle est divisée en deux Commissions distinctes : 
- de 1958 à 1962 : la commission Hallstein I,
- de 1962 à 1967 : la commission Hallstein II.